# فیلیانو
فیلیانو (به ایتالیایی: Filiano) یک کومونه در ایتالیا است که در استان پوتنزا واقع شده‌است.

## خصوصیات
فیلیانو ۷۰ کیلومترمربع مساحت و ۳٬۲۹۳ نفر جمعیت دارد و ۶۰۰ متر بالاتر از سطح دریا واقع شده‌است.